# Robert Wilhelm Ekman
Robert Wilhelm Ekman (ur. 13 sierpnia 1808, zm. 19 lutego 1873 w Turku) – fiński malarz, założyciel fińskiego malarstwa rodzajowego. Pracował także w Szwecji, Francji i Włoszech. Był pierwszym malarzem w Finlandii, który stworzył znane na cały kraj obrazy przedstawiające głównych bohaterów Kalevali: prace Väinämöinen i Ilmatar (1859–1866).